# 伊瓦伊洛夫格勒市鎮

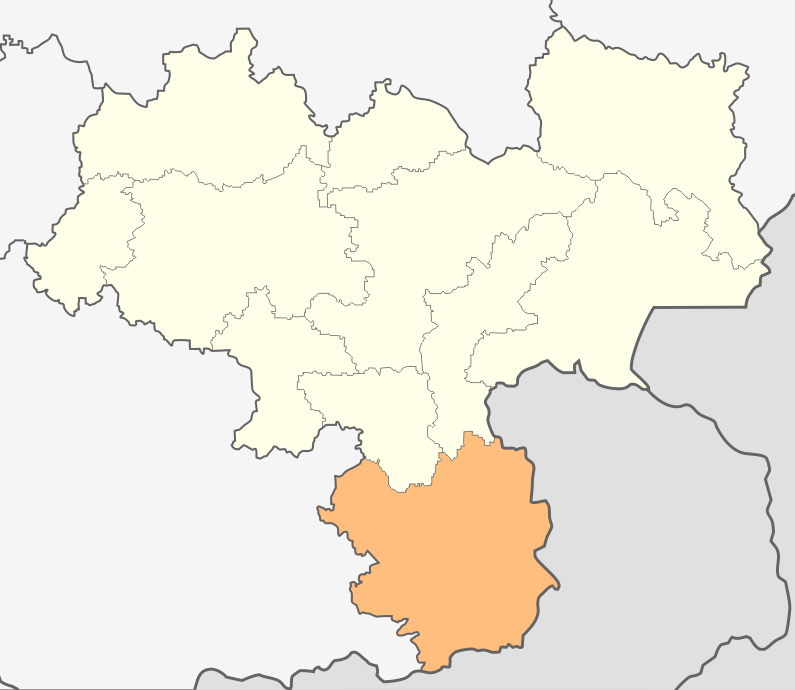

伊瓦伊洛夫格勒市，是保加利亞的城鎮，位於該國南部，由哈斯科沃州負責管轄，首府設於伊瓦伊洛夫格勒，面積813平方公里，2011年人口6,426，人口密度每平方公里7.9人。
41°30′N 26°6′E / 41.500°N 26.100°E